# Trilete

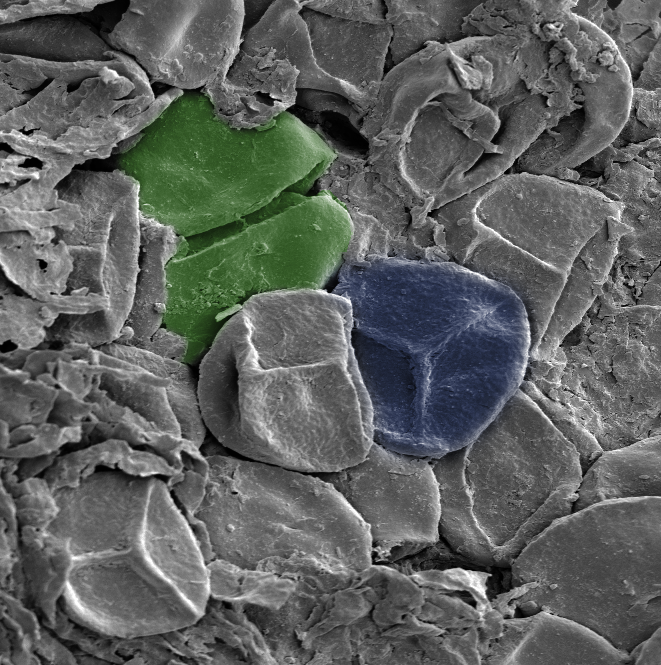
Micrografia de uma tétrade de esporos triléticos (verde) e um esporo trilético (azul, ~30-35 μm de diâmetro) de um esporângio fóssil do género Scylaspora do Silúrico (formação Burgsvik, Suécia).

Trilete (adj.: trilético) é a designação dada em biologia aos esporos ou grãos de pólen de aspecto grosseiramente triangular que apresentam na superfície germinal uma estrutura em forma de "Y" designada por cicatriz em trilete.

## Descrição
A cicatriz em forma de "Y" que caracteriza este tipo de gameta resulta da divisão por meiose da célula estaminal em quatro células reprodutivas equivalentes, formando uma tétrade na qual cada uma das células filhas origina um esporo. A divisão faz-se de forma que as quatro células apresentam um único ponto de contacto comum, que quando os esporos se separam deixa em cada um deles a marca dos pontos de comunalidade e das linhas de contacto com células adjacentes, formando a referida marca ou sutura em forma de "Y". O mesmo efeito pode ser produzido prensando firmemente quatro bolas de argila ou de plasticina umas contra as outras e em seguida separando-as cuidadosamente.
Este tipo de esporo é comum em muitos géneros de musgos, licopodiáceas e fetos. Este tipo de esporos aparecem no registo fóssil desde o Ordoviciano tardio, inicialmente formando um componente raro e geograficamente isolado no contexto dos criptósporos. Os esporos triléticos parecem ser os ancestrais directos das plantas terrestres devido ao seu tamanho, morfologia, estrutura da parede e abundância.